# Municipio de Zell
El municipio de Zell (en inglés: Zell Township) es un municipio ubicado en el condado de Faulk en el estado estadounidense de Dakota del Sur. En el año 2010 tenía una población de 64 habitantes y una densidad poblacional de 0,7 personas por km².

## Geografía
El municipio de Zell se encuentra ubicado en las coordenadas 44°56′52″N 98°46′4″O / 44.94778, -98.76778. Según la Oficina del Censo de los Estados Unidos, el municipio tiene una superficie total de 91.63 km², de la cual 89,65 km² corresponden a tierra firme y (2,16 %) 1,98 km² es agua.

## Demografía
Según el censo de 2010, había 64 personas residiendo en el municipio de Zell. La densidad de población era de 0,7 hab./km². De los 64 habitantes, el municipio de Zell estaba compuesto por el 100 % blancos. Del total de la población el 0 % eran hispanos o latinos de cualquier raza.